# Sainte-Colombe (Sena e Marne)
Sainte-Colombe é uma comuna francesa localizada na região administrativa da Île-de-France, no departamento Sena e Marne. A comuna possui 1555 habitantes segundo o censo de 1990.